# Kościół Chrystusa Króla w Toruniu
Kościół Chrystusa Króla w Toruniu – zabytkowa świątynia katolicka w jurysdykcji parafii Chrystusa Króla w Toruniu.

## Lokalizacja
Kościół znajduje się przy ulicy Bażyńskich 19.

## Historia

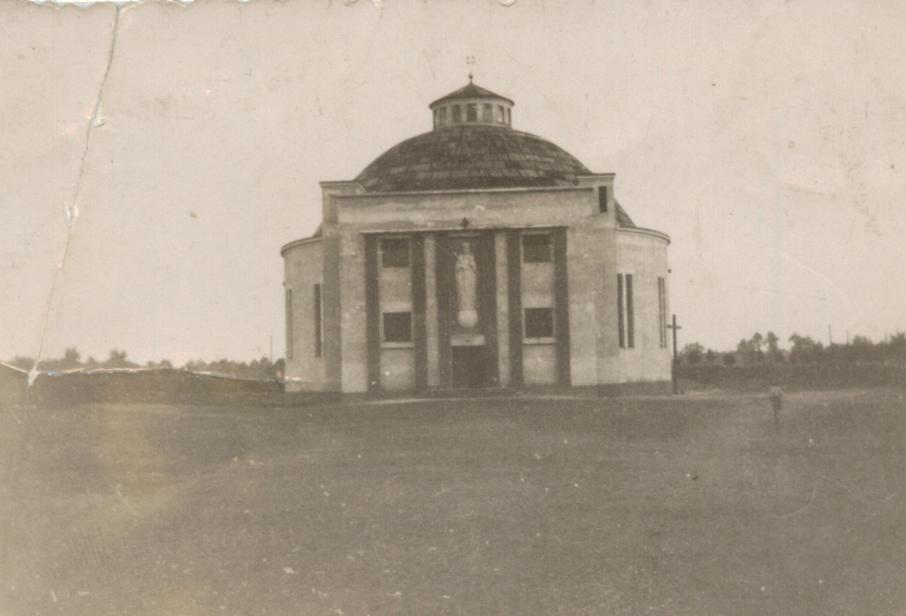
Widok sprzed II wojny światowej

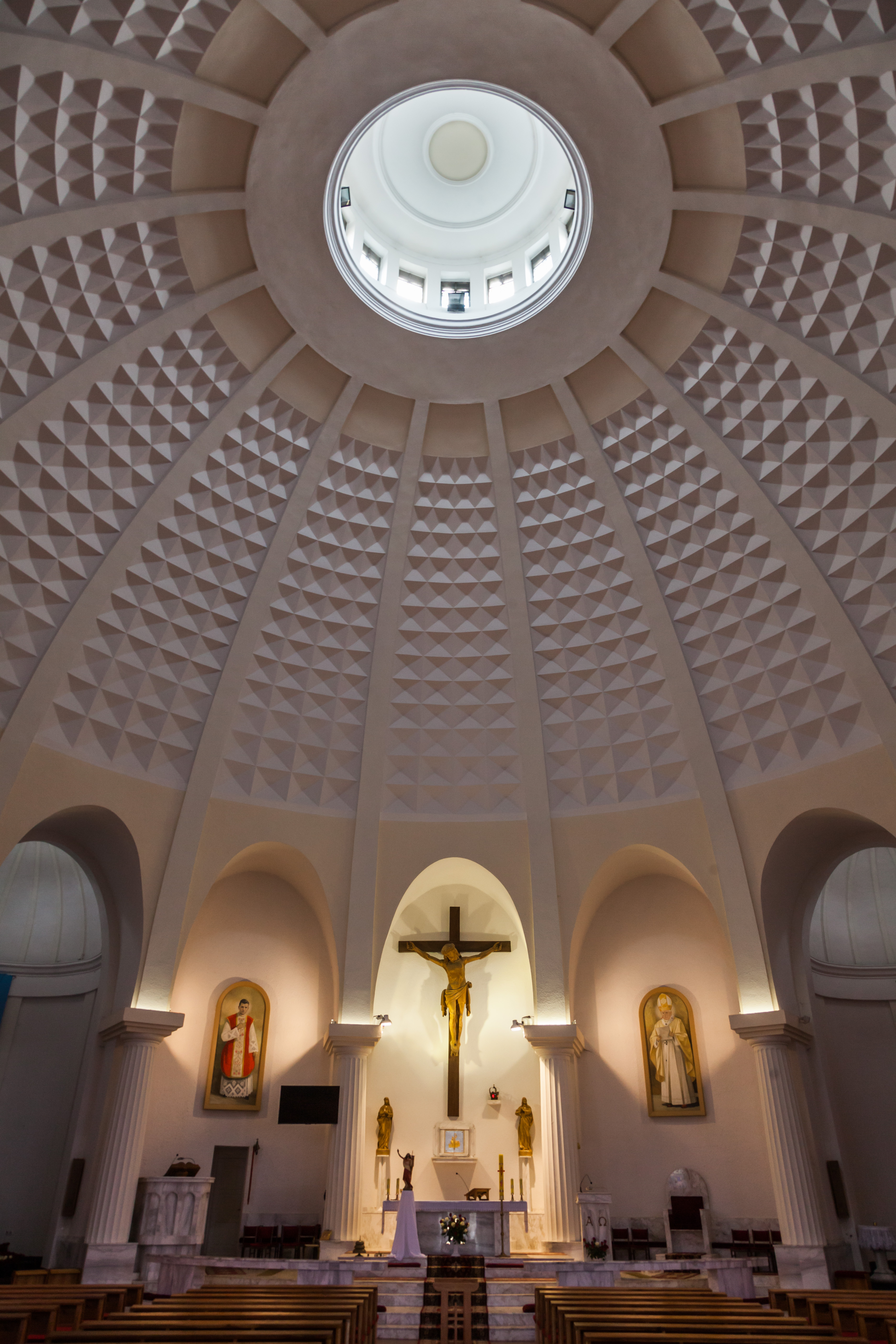
Wnętrze kościoła

Budowa świątyni rozpoczęła się po poświęceniu kamienia węgielnego przez biskupa Konstantego Dominika w dniu 30 maja 1929 roku. Budynek został konsekrowany przez ordynariusza diecezji chełmińskiej biskupa Stanisława Wojciecha Okoniewskiego 9 listopada 1930 roku.
W 1956 roku oddano do użytku Grotę Maryjną.
W 2004 roku obok kościoła dobudowano wolno stojącą dzwonnicę z 4 dzwonami.

## Architektura
Świątynia jest zbudowana na planie centralnym z żelbetu i cegły w formie rotundy wzorowanej na rzymskim Panteonie. Budowla jest otynkowana, pokryta kopułą o sklepieniu kryształowym, nakryta blachą cynkową i zakończona latarnią. Obok rotundy znajdują się dwa duże ryzality. Pierwszy od strony północnej jako kruchta tworzy przedsionek i chór. Jego fasada frontowa jest ozdobiona dużą płaskorzeźbą Chrystusa Króla stojącego na kuli ziemskiej, wykonaną przez artystę rzeźbiarza St. Zelka. Po bokach ryzalitu są umieszczone dwie niewielkie czworokątne wieżyczki, zwieńczone w górnej części blendami. Przybudówka od strony południowej otrzymała swoją ostateczną formę dopiero w 1957 roku i znajdują się w niej dwie zakrystie, biuro, kaplica Miłosierdzia Bożego, korytarz i dwie toalety, a w podziemiu kaplica pogrzebowa oraz aparatura centralnego ogrzewania na gaz i magazyny. Do wnętrza świątyni od strony frontowej wchodzi się przez trzy dwuskrzydłowe drzwi, a po bokach i od strony zakrystii przez pojedyncze drzwi dwuskrzydłowe. Na chór i do podziemi wchodzi się przez jednoskrzydłowe drzwi metalowe. Kopuła jest podtrzymywana przez 16 filarów betonowych z doryckimi kapitelami. Od nich biegnie 16 pilastrów w stronę latarni, a w ich eliptycznych wnękach są umieszczone okna. Wewnętrzne wymiary świątyni to: średnica rotundy 30 metrów, wysokość do latarni 22 metry, średnica latarni 6 metrów.
Kościół figuruje w gminnej ewidencji zabytków (nr 1678).

## Wyposażenie
W prezbiterium jest umieszczony ołtarz główny na tle ogromnego krzyża z rzeźbą Chrystusa, pod którym jest umieszczone tabernakulum. Obok ołtarza są umieszczone: ambonka i sedylia dla celebransów. W bocznych kaplicach są umieszczone ołtarze Najświętszego Serca Pana Jezusa i Matki Bożej Nieustającej Pomocy. Na ścianach nawy i pod chórem znajdują się stacje Drogi Krzyżowej, wyrzeźbione przez artystę rzeźbiarza Ignacego Zelka. Pod chórem są umieszczone dwa ołtarze: św. Antoniego i św. Franciszka z Asyżu. Na chórze znajdują się, zamontowane w 1935 roku organy firmy Sauer, które w 1946 roku zostały powiększone do czternastu głosów, do dwóch manuałów i pedału. W 1930 roku w kościele zamontowano instalację elektryczną, a w 1950 roku nagłośnienie, natomiast w 1957 roku ogrzewanie węglowe, które w 1995 roku zostało zmodernizowane i zamienione na ogrzewanie gazowe.
Przy przykościelnym placu znajdują się dwie kapliczki: św. Jana Nepomucena i św. Maksymiliana Kolbego.

## Pomnik kardynała Stefana Wyszyńskiego
W pobliżu wejścia do kościoła znajduje się pomnik kardynała Stefana Wyszyńskiego.